# 長野県諏訪実業高等学校
長野県諏訪実業高等学校（ながのけん すわじつぎょうこうとうがっこう）は、長野県諏訪市清水三丁目にある公立高等学校。略称は「諏訪実」（すわじつ）。
全日制は商業科、会計情報科、服飾科の3学科、定時制は普通科を設置。
文化祭は「科ノ葉祭」と称する。他校とは異なり「お店」を出店する形式で行い、服飾科の3年はファッションショーを開催する。

## 沿革
- 1901年（明治34年） - 長野県諏訪市立高等学校の前身である、高島裁縫専修学校が開校。
- 1920年（大正9年）3月31日 - 高島裁縫専修学校、中等学校令認可。
- 1939年（昭和14年） - 長野県諏訪商業学校が開校。
- 1944年（昭和19年） - 長野県諏訪女子商業学校が開校。
- 1948年（昭和23年）4月1日 - 長野県諏訪商業学校、長野県諏訪女子商業学校、長野県諏訪市立高等学校の3校が統合し、諏訪市立長野県諏訪実業学校となる。
- 1949年（昭和24年）4月1日 - 長野県に移管。長野県諏訪実業高等学校となる。
- 1970年（昭和45年）8月31日 - 創立50周年記念式典。
- 1990年（平成2年）10月21日 - 創立70周年記念式典。
- 2000年（平成12年）10月21日 - 創立80周年記念式典。
- 2003年（平成15年）4月1日 - 会計情報科、服飾科を設置。
- 2016年（平成28年）4月4日 - 文部科学省からスーパー・プロフェッショナル・ハイスクール（SPH）の指定（3年間）を受ける。

## 教育目標
「誠実」「自発」を校訓として、社会的資質の向上、職業能力の発達、個性の伸長を図り、民主社会の形成者として、真に豊かな知識と実践力を持つ社会人の育成を目指す。さらに資格取得や企業との関わりや交流など、勉学や地域との信頼感を高めている。

## 出身者
- 原田泰治（画家）
- 日向藍子（プロ雀士）

## 校歌・応援歌
- 校歌（作詞：藤森朋夫 作曲：信時潔）

## 最寄駅
- 東日本旅客鉄道中央本線：上諏訪駅